# بهرجان

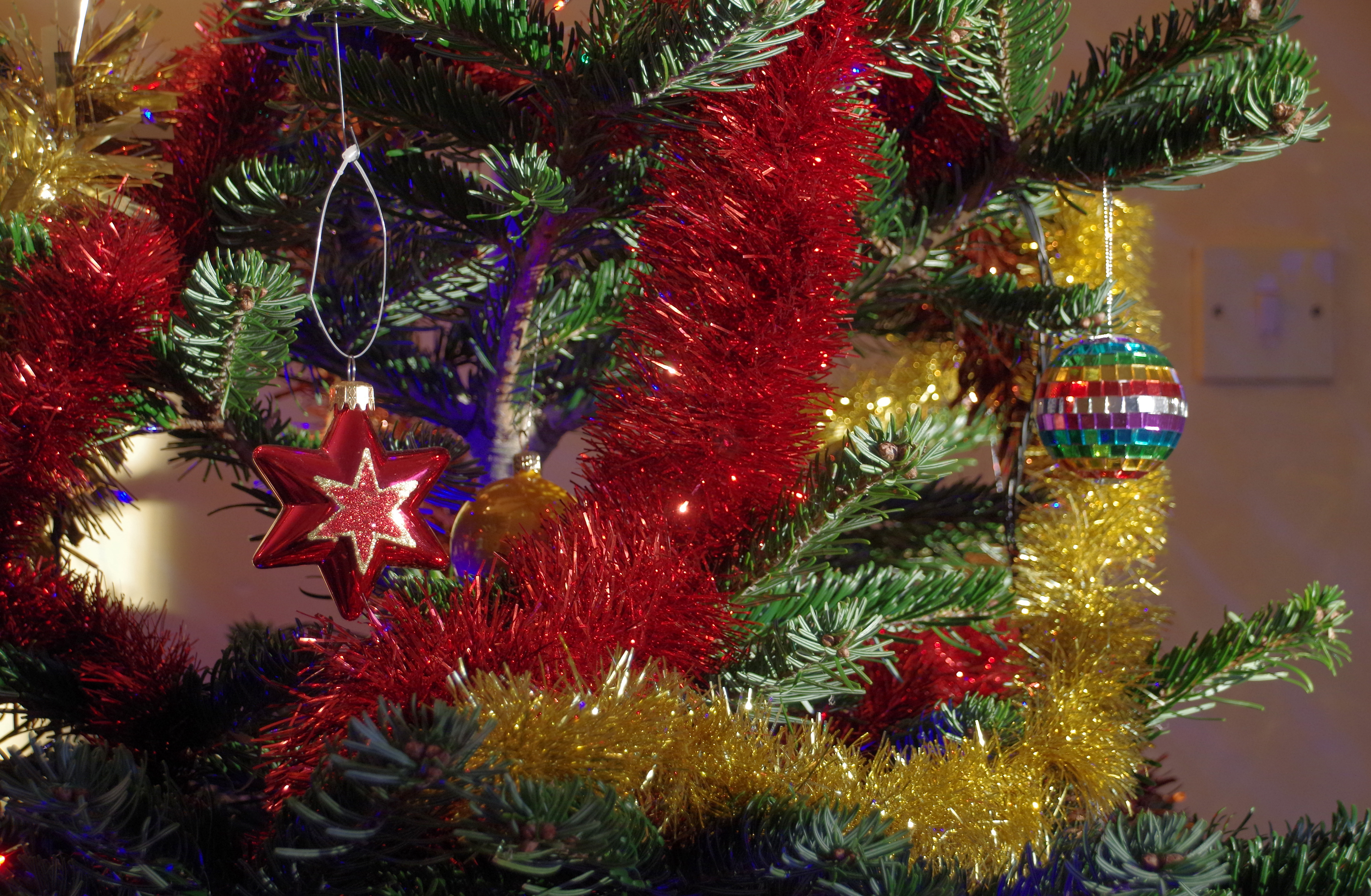
إكليل بهرجان على شجرة عيد الميلاد

البَهْرَجَان هي نوع من مواد الزخرفة التي تحاكي تأثير الجليد، وتتكون من شرائط رفيعة من مادة لامعة متصلة بخيط. كان في الأصل إكليلًا معدنيًا لزينة عيد الميلاد. يغلب استخدام اللدائن في إنتاج الحديث منها، ويستخدم خصوصًا لتزيين شجرة عيد الميلاد. ويمكن تعليقها من الأسقف أو لفها حول التماثيل وأعمدة الإنارة ونحو ذلك. اختُرعت الزينة الحديثة في نورنبرغ بألمانيا عام 1610، وكانت مصنوعة في الأصل من الفضة الممزقة.

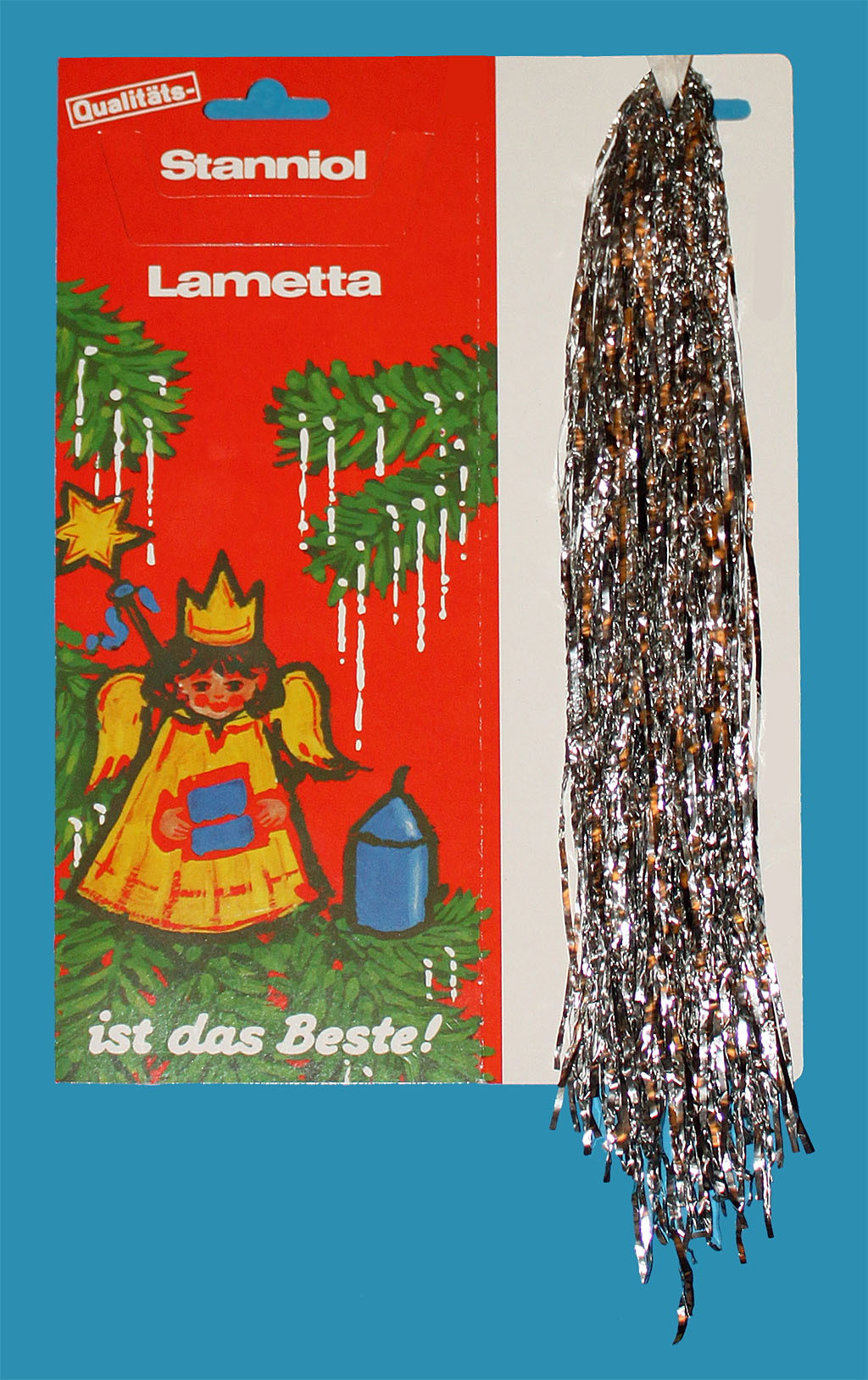
بهرجان من شرائط الفضة مع القصدير والرصاص